# Макговерн, Энн
Энн Макговерн Шайнер (англ. Ann McGovern Scheiner, урождённая Вайнбергер англ. Weinberger, 25 мая 1930, Нью-Йорк, Нью-Йорк — 8 августа 2015, Нью-Йорк, Нью-Йорк) — американская писательница, автор более 55 книг для детей, продано более 30 миллионов экземпляров. Она наиболее известна своей адаптацией «Каменного супа», а также «Слишком много шума», исторической и научно-популярной литературы о путешествиях, а также биографиями таких деятельниц, как Гарриет Табмен, Дебора Сэмпсон и Юджини Кларк.

## Ранние годы
Родилась в Нью-Йорке, штат Нью-Йорк; она поступила в Университет Нью-Мексико, но бросила учёбу, чтобы выйти замуж за своего профессора английского языка. Брак распался, и в возрасте 22 лет она вернулась в Нью-Йорк со своим полуторагодовалым сыном. Пытаясь обеспечить себя и стать писательницей, она нашла работу в издательстве Little Golden Books штамповать гравюры. Она опубликовала несколько книг в Golden Books.

## Карьера
Иллюстраторами для её книг стали Эзра Джек Китс, Симмс Табак, Томи де Паола и Морт Герберг. В конце концов она переехала в дом Эдны Сент-Винсент Миллей на Бедфорд-стрит, 75½, самый узкий дом в Нью-Йорке, который вдохновил на создание Тощего дома мистера Скиннера (ISBN 978-0590076203). В 1970 году она вышла замуж за Мартина Шайнера, изобретателя первого кардиомонитора для операционных, и усыновила троих его взрослых детей. Они вместе жили в историческом районе Усония в Уэстчестере, штат Нью-Йорк.
В 2000-х она опубликовала четыре сборника стихов; в 2014 году начала вести блог о своём раке.

## Смерть
Макговерн умерла от рака в Нью-Йорке 8 августа 2015 года в возрасте 85 лет.

## Избранные произведения
- Mr Skinner's Skinny House
- Aesop's Fables
- Little Whale
- Runaway Slave: The Story of Harriet Tubman
- Black is Beautiful
- Stone Soup
- Too Much Noise — 1957
- Eggs on Your Nose
- Robin Hood of Sherwood Forest
- Christopher Columbus
- The Desert Beneath the Sea
- Shark Lady: True Adventures of Eugenie Clark
- The Secret Soldier: The Story of Deborah Sampson — 1975
- Night Dive — 1984
- If You Sailed on the Mayflower in 1620 — 1969
- The Pilgrims' First Thanksgiving — 1973
- Nicholas Bentley Stoningpot III — 1982